# Mylossoma duriventre
El pacú-peva, pacú reloj, pacucito o medallón (Mylossoma duriventre) es una especie de pez tropical de la familia Serrasalmidae. No es de comportamiento agresivo, aunque por su apariencia es uno de los varios tipos de peces llamados informalmente "palometas". Se encuentra muy emparentado con la cachama y los pacúes, todos incluidos en la subfamilia Colossominae.

## Acuario
Debe ser mayor a los 300 l (50 l por cada ejemplar o 100 por pareja); debe estar muy plantado recomendable Pterophyllum escalare, Microgeophagus ramirezi, Pacheidoron axelrodi y Pacheidoron innesi.

## Forma
Su cuerpo es discoide, con una quilla ventral característica, aleta anal larga, semicircular; aletas pélvicas pequeñas. Cabeza pequeña en proporción al cuerpo. Su color es plateado uniforme; el opérculo tiene una mancha oscura poco visible. En el joven hay un ocelo lateral y bandas oscuras transversales. Alcanza hasta 25 a 30 cm de largo (CL).

## Comportamiento
Su comportamiento, aunque se relaciona con pirañas, es inofensivo. Es un pez bien sociable, prefiere cardúmenes (se recomienda tener varios especímenes juntos en cautiverio de 10 a 20).

## Alimentación
Su alimentación es omnívora (insectos, plantas), pero prefiere vegetales. 

## Nombre común
- Garopa (Colombia), pacú común, pacu manteiga y pacu peva (Brasil), pacupeba (Bolivia), pacu reloj (Argentina), palometa (Paraguay, Chile, Perú y Venezuela), piraña Maituss (norte de España), pez dólar de plata (nombre dado, principalmente, en  acuarofilia), milosoma de plata.

## Sinonimia
- Mylossoma duriventri
- Myletes duriventris
- Mylossoma duriventris
- Myletes orbignyanus Valenciennes
- Myletes albiscopus
- Metynnis unimaculatus Steindachner
- Mylossoma ocellatum Eigenmann
- Mylosoma ocellatum Eigenmann
- Salmo 30-radiatus Larrañaga
- Salmo trigintaradiatus Larrañaga
- Mylossoma paraguayense Norman
- Mylossoma paraguayensis Norman